# Associazione Calcio Napoli 1926-1927
Questa voce raccoglie le informazioni riguardanti l'Associazione Calcio Napoli nelle competizioni ufficiali della stagione 1926-1927.

## Stagione
La stagione 1926-1927 fu la 1ª stagione del Napoli nel nuovo campionato italiano organizzato su base nazionale.
Il 25 agosto 1926 (data tradizionalmente anticipata al 1º agosto) l'industriale napoletano Giorgio Ascarelli fondò l'Associazione Calcio Napoli e la nuova squadra venne subito ammessa al campionato di Divisione Nazionale, in virtù del primo posto dell'Internaples nel torneo di Prima Divisione Lega Sud 1925-1926. Per la prima volta le squadre del Nord e le squadre del Sud disputarono il medesimo torneo (in precedenza c'erano due tornei, uno del Nord e uno del Sud, le cui vincitrici si affrontavano nella finalissima nazionale).
Il campionato partì il 1º ottobre 1926 e il Napoli fece il suo esordio ufficiale in casa, nello Stadio Militare dell'Arenaccia, contro l'Inter (0-3). Nelle nove gare del girone d'andata subì altrettante sconfitte e realizzò soltanto tre reti, bottino misero se si considera le ventinove reti subite; il Napoli chiuse il girone d'andata all'ultimo posto. Il girone di ritorno fu ugualmente di estrema pochezza, considerando che nelle nove gare giocate subì otto sconfitte racimolando un solo punto nel pareggio casalingo contro il Brescia (0-0).
In occasione della prima vittoria ottenuta contro l'Audace il 10 aprile 1927, il giocatore-allenatore Anton Kreutzer decise di tornare a Vienna e subentrò nel ruolo di allenatore Bino Skasa. Nello stesso anno, dopo il presidente Ascarelli, ci fu una pentarchia alla presidenza: Emilio Reale, Eugenio Coppola, Gustavo Zinzaro, Luigi Elia e Picchetti. Infine subentrò l'on. Nicola Sansanelli, che si dimise a fine campionato.
Gli azzurri sarebbero dovuti retrocedere in Prima Divisione, ma la Federazione, consapevole del preesistente e pesante gap tra società settentrionali e meridionali, decise di graziare le tre squadre del Sud retrocesse ripescandole per il nuovo campionato.

## Maglia e simbolo
La prima maglia utilizzata dal Napoli per il nuovo campionato era di colore azzurro con colletto bianco e pantaloncini bianchi. Quale stemma del sodalizio fu adotato uno scudo ovale, dal fondo azzurro, con un cavallo inalberato e rivoltato, collocato su un pallone da calcio. Per ironizzare sui pessimi risultati sportivi della stagione, dalla figura del cavallo fu derivata la mascotte del club, il cosiddetto "ciuccio".
| Prima divisa | Divisa portiere |

## Organigramma societario
Area direttiva
- Presidente: Giorgio Ascarelli; poi Carica Vacante;[9] infine subentra Nicola Sansanelli.[7]

Area tecnica
- Allenatore: Anton Kreutzer fino al 10 aprile 1927, poi Bino Skasa.

## Rosa
| N. |                        | Ruolo | Calciatore           |
| -- | ---------------------- | ----- | -------------------- |
|    | Italia (bandiera)      | P     | Vittorio Pelvi       |
|    | Italia (bandiera)      | P     | Armando Favi         |
|    | Italia (bandiera)      | D     | Paulo Innocenti      |
|    | Inghilterra (bandiera) | D     | Leslie Walter Minter |
|    | Italia (bandiera)      | D     | Giuseppe Pirandello  |
|    | Italia (bandiera)      | C     | Letterio Catapano    |
|    | Italia (bandiera)      | C     | Roberto Di Martino   |
|    | Austria (bandiera)     | C     | Anton Kreutzer       |
|    | Italia (bandiera)      | C     | Fausto Jaquinto      |
|    | Italia (bandiera)      | C     | Giuseppe Marra       |
|    | Italia (bandiera)      | C     | Vincenzo Valente     |
|    | Italia (bandiera)      | C     | Domenico Silvestri   |

| N. |                   | Ruolo | Calciatore        |
| -- | ----------------- | ----- | ----------------- |
|    | Italia (bandiera) | C     | Pollio            |
|    | Italia (bandiera) | C     | Ermanno Latella   |
|    | Italia (bandiera) | C     | Mario Costa       |
|    | Italia (bandiera) | A     | Giulio Bobbio     |
|    | Italia (bandiera) | A     | Domenico Gariglio |
|    | Italia (bandiera) | A     | Ernesto Ghisi     |
|    | Italia (bandiera) | A     | Osvaldo Sacchi    |
|    | Italia (bandiera) | A     | Attila Sallustro  |
|    | Italia (bandiera) | A     | Francesco Gorini  |
|    | Italia (bandiera) | A     | Arturo Bertolero  |
|    | Italia (bandiera) | A     | Vincenzo Venturi  |

## Calciomercato
I primi giocatori acquistati dal Napoli furono Anton 'Fritz' Kreutzer dal Torino, che ricoprì il doppio ruolo di giocatore-allenatore, Letterio Catapano dalla Pro Italia e Giuseppe Pirandello dal Palermo.
| Acquisti | Acquisti             | Acquisti    | Acquisti   |
| R.       | Nome                 | da          | Modalità   |
| -------- | -------------------- | ----------- | ---------- |
| P        | Vittorio Pelvi       | Internaples | definitivo |
| D        | Paulo Innocenti      | Bologna     | definitivo |
| D        | Leslie Walter Minter | Internaples | definitivo |
| D        | Giuseppe Pirandello  | Palermo     | definitivo |
| C        | Letterio Catapano    | Pro Italia  | definitivo |
| C        | Roberto Di Martino   | Internaples | definitivo |
| C        | Anton Kreutzer       | Torino      | definitivo |
| C        | Fausto Jaquinto      | Internaples | definitivo |
| C        | Giuseppe Marra       | Internaples | definitivo |
| C        | Vincenzo Valente     | Internaples | definitivo |
| A        | Giulio Bobbio        | Palermo     | definitivo |
| A        | Domenico Gariglio    | Juventus    | definitivo |
| A        | Ernesto Ghisi        | Internaples | definitivo |
| A        | Osvaldo Sacchi       | Internaples | definitivo |
| A        | Attila Sallustro     | Internaples | definitivo |

## Risultati

### Divisione Nazionale

#### Girone di andata
| Arbitro: | Pinasco (Sestri Ponente) |

|  |           |                                 |
|  | Marcatori | 44’ Bernardini 45’, 89’ Powolny |

| Arbitro: | Montessoro (Torino) |

|  |           |                         |
|  | Marcatori | 25’ Galluzzi 60’ Ziroli |

| Arbitro: | Bonello (Venezia) |

|                                                         |           |               |
| Levratto 4’ (rig.) Narizzano 51’ Gastaldi 53’ Rosso 83’ | Marcatori | 23’ Innocenti |

| Arbitro: | Galli (Bologna) |

|                                                          |           |  |
| G.Chiecchi 10’, 27’ E.Chiecchi 16’ Morandi 64’ Porta 78’ | Marcatori |  |

| Arbitro: | Beretta (Novi Ligure) |

|  |           |                      |
|  | Marcatori | 56’ Mattea 62’ Zanni |

| Arbitro: | Turra (Padova) |

|                                                       |           |                    |
| Giuliani 29’, 69’ Rizzi 49’ Morselli 53’ Bellardi 70’ | Marcatori | 31’ (aut.) Vailati |

| Arbitro: | Essinger (Pisa) |

|  |           |                    |
|  | Marcatori | 1’, 66’, 80’ Vojak |

| Arbitro: | Magliulo (Livorno) |

|  |           |            |
|  | Marcatori | 53’ Povero |

| Arbitro: | Pinasco (Sestri Ponente) |

|                                                            |           |           |
| Mattuteia 27’ Zanello 30’ (rig.) Bajardi 55’ Piccaluga 66’ | Marcatori | 47’ Ghisi |

#### Girone di ritorno
| Arbitro: | Medica (Bologna) |

|                                                                            |           |                            |
| Cevenini 8’, 17’, 33’ Powolny 20’, 51’, 52’, 88’ Castellazzi 38’ Conti 71’ | Marcatori | 35’ Kreutzer 67’ Sallustro |

| Arbitro: | Gamberini (Bologna) |

|                                             |           |                               |
| Ziroli 28’, 69’ Jacoponi 32’, 85’ Heger 38’ | Marcatori | 47’ Ghisi 83’ (rig.) Kreutzer |

| Arbitro: | Gasparini (Dolo) |

|                                   |           |                               |
| Sallustro 26’ Kreutzer 35’ (rig.) | Marcatori | 7’, 58’ Gastaldi 55’ Levratto |

| Arbitro: | Mangano (Milano) |

|  |           |                |
|  | Marcatori | 80’ G.Chiecchi |

| Arbitro: | Ferro (Milano) |

|                                             |           |  |
| Caligaris 25’ Buscaglia 61’ Migliavacca 85’ | Marcatori |  |

| Napoli 13 febbraio 1927 15ª giornata | Napoli             | 0 – 0 | Brescia | Stadio Militare dell'Arenaccia\| Arbitro: \| Malagodi (Ferrara) \| |
| Arbitro:                             | Malagodi (Ferrara) |       |         |                                                                    |

| Arbitro: | Aebi (Milano) |

|                                                                        |           |  |
| Viola 13’ Vojak 36’, 51’ Caudera 38’ Grabbi 59’, 74’, 83’ Munerati 79’ | Marcatori |  |

| Arbitro: | Scarpi (Dolo) |

|                |           |  |
| Breviglieri 1’ | Marcatori |  |

| Arbitro: | Sguerso (Savona) |

|  |           |                     |
|  | Marcatori | , Piccaluga Bajardi |

### Coppa CONI

#### Fase a gironi (Girone A)
| Arbitro: | Terrieri (Torino) |

|                             |           |           |
| Mandosso 14’, 51’ Poggi 87’ | Marcatori | 1’ Sacchi |

| Arbitro: | Bellini (Padova) |

|           |           |                   |
| Costa 88’ | Marcatori | 70’, 73’ Giuliani |

| Arbitro: | Schiavina (Ferrara) |

|              |           |                       |
| Gianelli 49’ | Marcatori | 8’ Sivestri 27’ Costa |

| Arbitro: | Pierallini (Modena) |

|            |           |              |
| Sacchi 54’ | Marcatori | 90’ Palandri |

| Arbitro: | Melandri (Genova) |

|                                                                                   |           |           |
| Ferrari 30’, 33’ Banchero 43’, 44’, 78’ Cattaneo 52’, 66’ Avalle 73’ Gariglio 75’ | Marcatori | 59’ Ghisi |

| Arbitro: | Terrieri (Torino) |

|               |           |  |
| Costa 1’, 44’ | Marcatori |  |

| Brescia 5 giugno 1927 7ª giornata | Brescia           | 0 – 0 | Napoli | Stadium di Viale Venezia\| Arbitro: \| Turriti (Firenze) \| |
| Arbitro:                          | Turriti (Firenze) |       |        |                                                             |

| Arbitro: | Bruna (Venezia) |

|           |           |              |
| Ghisi 55’ | Marcatori | 53’ Jacopini |

| Livorno 26 giugno 1927 9ª giornata | Livorno | 0 – 2 | Napoli | Campo di Villa Chayes |

| Arbitro: | Turriti (Firenze) |

|           |           |                           |
| Ghisi 12’ | Marcatori | 82’ Cattaneo 87’ Banchero |

## Statistiche

### Statistiche di squadra
| Competizione        | Punti | In casa | In casa | In casa | In casa | In casa | In casa | In trasferta | In trasferta | In trasferta | In trasferta | In trasferta | In trasferta | Totale | Totale | Totale | Totale | Totale | Totale | DR  |
| Competizione        | Punti | G       | V       | N       | P       | Gf      | Gs      | G            | V            | N            | P            | Gf           | Gs           | G      | V      | N      | P      | Gf     | Gs     | DR  |
| ------------------- | ----- | ------- | ------- | ------- | ------- | ------- | ------- | ------------ | ------------ | ------------ | ------------ | ------------ | ------------ | ------ | ------ | ------ | ------ | ------ | ------ | --- |
| Divisione Nazionale | 1     | 9       | 0       | 1       | 8       | 0       | 17      | 9            | 0            | 0            | 9            | 7            | 44           | 18     | 0      | 1      | 17     | 7      | 61     | -54 |
| Coppa CONI          | 9     | 5       | 1       | 2       | 2       | 6       | 6       | 5            | 2            | 1            | 2            | 6            | 13           | 10     | 3      | 3      | 4      | 12     | 19     | -7  |
| Totale              | -     | 14      | 1       | 3       | 10      | 6       | 23      | 14           | 2            | 1            | 11           | 13           | 57           | 28     | 3      | 4      | 21     | 19     | 80     | -61 |

### Statistiche dei giocatori
| Giocatore     | Divisione Nazionale | Divisione Nazionale | Coppa CONI | Coppa CONI | Totale   | Totale |
| Giocatore     | Presenze            | Reti                | Presenze   | Reti       | Presenze | Reti   |
| ------------- | ------------------- | ------------------- | ---------- | ---------- | -------- | ------ |
| A. Bertolero  | 1                   | 0                   | 0          | 0          | 1        | 0      |
| G. Bobbio     | 4                   | 0                   | 0          | 0          | 4        | 0      |
| L. Catapano   | 18                  | 0                   | 9          | 0          | 27       | 0      |
| M. Costa      | 0                   | 0                   | 8          | 4          | 8        | 4      |
| R. Di Martino | 16                  | 0                   | 7          | 0          | 23       | 0      |
| A. Favi       | 5                   | -13                 | 9          | -19        | 14       | -32    |
| D. Gariglio   | 15                  | 0                   | 9          | 0          | 24       | 0      |
| E. Ghisi      | 12                  | 2                   | 6          | 3          | 18       | 5      |
| Gorini        | 2                   | 0                   | 0          | 0          | 2        | 0      |
| P. Innocenti  | 18                  | 1                   | 8          | 0          | 26       | 1      |
| F. Jaquinto   | 1                   | 0                   | 0          | 0          | 1        | 0      |
| F. Kreutzer   | 18                  | 2                   | 3          | 0          | 21       | 2      |
| E. Latella    | 5                   | 0                   | 0          | 0          | 5        | 0      |
| G. Marra      | 1                   | 0                   | 0          | 0          | 1        | 0      |
| L. Minter     | 2                   | 0                   | 0          | 0          | 2        | 0      |
| V. Pelvi      | 13                  | -48                 | 0          | 0          | 13       | -48    |
| G. Pirandello | 17                  | 0                   | 8          | 0          | 25       | 0      |
| Pollio        | 4                   | 0                   | 0          | 0          | 4        | 0      |
| O. Sacchi     | 11                  | 0                   | 8          | 2          | 19       | 2      |
| A. Sallustro  | 18                  | 1                   | 8          | 0          | 26       | 1      |
| D. Silvestri  | 7                   | 0                   | 8          | 1          | 15       | 1      |
| V. Valente    | 5                   | 0                   | 4          | 0          | 9        | 0      |
| V. Venturi    | 9                   | 0                   | 4          | 0          | 13       | 0      |